# Sana Ben Achour
Sana Ben Achour (àrab: سناء بن عاشور, Sanāʾ Ibn ʿĀxūr; La Marsa, 1955) és una acadèmica, advocada i feminista tunisiana, especialitzada en dret públic. És professora de la Facultat de Ciències Jurídiques, Polítiques i Socials de la Universitat de Cartago. Participa en organitzacions feministes i ha creat un refugi per a dones.

## Trajectòria
Sana Ben Achour nasqué a La Marsa el 1955, filla del teòleg Mohamed Fadhel Ben Achour. És germana de Rafâa i Yadh Ben Achour.
La carrera de Ben Achour s'ha centrat en l'educació jurídica i la recerca en dret. El seu treball cobreix quatre àrees principals: urbanisme i patrimoni cultural, dret tunisià en el període colonial sota l'estat francés, la condició de les dones i sobre democràcia i llibertats civils.
És una activista compromesa amb la igualtat i la ciutadania. Ha format part d'algunes organitzacions: l'Associació Tunisiana de Dones Democràtiques, de la qual ha estat presidenta, l'Association of University Women for Research and Development i el Col·lectiu Maghreb 95 Equality. Fou membre del Higher Committee for Human Rights and Fonamental Freedoms i cofundà el National Council for Liberties in Tunisia.
El 2012, creà un refugi per a dones, Beity (‘La meua Llar’), per a mares solteres i dones necessitades, incloses dones maltractades. Ben Achour també pertany a la Tunisian Human Rights League.
El 2015, la inclogueren en la llista 100 Women de la BBC.
A l'agost del 2016, es negà a rebre l'Orde de la República del president de Tunísia, Beji Caid Essebsi, en protesta pel tracte que reben les dones tunisianes.

## Publicacions
- Violences à l'égard des femmes: les lois du genre, Tunísia, Réseau euromediterranéen des droits humaines, 2016.
- Dictionnaire des termes et des expressions de la constitution tunisienne, Tunísia, Faculté des sciences juridiques de Tunis, 2017.